# Đảng Cộng hòa Pháp
Những người Cộng hòa (tiếng Pháp: Les Républicains;  'LR' ), thường được gọi tắt là Đảng Cộng hòa, là một chính đảng theo chủ nghĩa bảo thủ tự do ở Pháp, thuộc truyền thống Gaullist. Đảng được thành lập vào ngày 30 tháng 5 năm 2015 từ việc đổi tên và tái thành lập Liên minh vì một phong trào bình dân (UMP), được thành lập vào năm 2002 dưới sự lãnh đạo của cựu Tổng thống Pháp Jacques Chirac .
LR, trước đây là UMP, từng là một trong hai đảng chính trị lớn trong  Đệ Ngũ Cộng hòa Pháp cùng với đảng chính trị trung tả làĐảng Xã hội (PS).Sau Cuộc bầu cử lập pháp năm 2017, LR vẫn là đảng lớn thứ hai trong Hạ viện Pháp, lớn nhất là đảng En Marche của tổng thống Macron. LR là thành viên của Đảng Nhân dân Châu Âu, Trung tâm Dân chủ Quốc tế, và Liên minh Dân chủ Quốc tế .

## Ý thức hệ
Trên bình diện chính trị, Đảng Những người Cộng hòa coi là một đảng trung hữu  .LR một đảng bảo thủ  và họ cũng được mô tả là bảo thủ tự do do lập trường tự do của họ. Bên cạnh đó, họ cũng duy trì một truyền thống Gaullist bao gồm cả nền Dân chủ Cơ đốc giáo.

## Lãnh đạo

### Chủ tịch
| STT                                                             | Tên              | Chân dung        | Bắt đầu              | Kết thúc             |
| --------------------------------------------------------------- | ---------------- | ---------------- | -------------------- | -------------------- |
| 1                                                               | Nicolas Sarkozy  |                  | 30 tháng 5 năm 2015  | 23 tháng 8 năm 2016  |
| —                                                               | Laurent Wauquiez |                  | 23 tháng 8 năm 2016  | 29 tháng 11 năm 2016 |
| Quyền chủ tịch từ 29 tháng 11 năm 2016 đến 10 tháng 12 năm 2017 |                  |                  |                      |                      |
| 2                                                               | Laurent Wauquiez |                  | 10 tháng 12 năm 2017 | 2 tháng 6 năm 2019   |
| —                                                               | Jean Leonetti    |                  | 2 tháng 6 năm 2019   | 13 tháng 10 năm 2019 |
| 3                                                               | Christian Jacob  | Laurent Wauquiez | 13 tháng 10 năm 2019 | đương nhiệm          |

### Phó chủ tịch
| STT | Tên                        | Chân dung            | Bắt đầu              | Kết thúc             |
| --- | -------------------------- | -------------------- | -------------------- | -------------------- |
| 1   | Nathalie Kosciusko-Morizet |                      | 30 tháng 5 năm 2015  | 15 tháng 12 năm 2015 |
| 2   | Laurent Wauquiez           |                      | 15 tháng 12 năm 2015 | 23 tháng 8 năm 2016  |
| 2   | Laurent Wauquiez           | 29 tháng 11 năm 2016 | 10 tháng 12 năm 2017 |                      |
| 2   | Isabelle Le Callennec      |                      | 15 tháng 12 năm 2015 | 13 tháng 12 năm 2017 |
| 3   | Virginie Calmels           |                      | 13 tháng 12 năm 2017 | 17 tháng 6 năm 2018  |
| 3   | Guillaume Peltier          |                      | 13 tháng 12 năm 2017 | đương nhiệm          |
| 3   | Damien Abad                |                      | 13 tháng 12 năm 2017 | 23 tháng 10 năm 2019 |
| 4   | Jean Leonetti              |                      | 17 tháng 6 năm 2018  | 23 tháng 10 năm 2019 |

### Tổng thư kí
| STT | Tên              | Chân dung | Bắt đầu              | Kết thúc             |
| --- | ---------------- | --------- | -------------------- | -------------------- |
| 1   | Laurent Wauquiez |           | 30 tháng 5 năm 2015  | 15 tháng 12 năm 2015 |
| 2   | Éric Woerth      |           | 15 tháng 12 năm 2015 | 29 tháng 11 năm 2016 |
| 3   | Bernard Accoyer  |           | 29 tháng 11 năm 2016 | 13 tháng 12 năm 2017 |
| 4   | Annie Genevard   |           | 13 tháng 12 năm 2017 | 23 tháng 10 năm 2019 |
| 5   | Aurélien Pradié  |           | 23 tháng 10 năm 2019 | đướng nhiệm          |

## Kết quả bầu cử

### Bầu cử tổng thống
| Kỳ bầu cử | Ứng cử viên     | Vòng 1    | Vòng 1 | Vòng 1 | Vòng 2   | Vòng 2 | Vòng 2 |
| Kỳ bầu cử | Ứng cử viên     | Số        | %      | Hạng   | Số phiếu | %      | Hạng   |
| --------- | --------------- | --------- | ------ | ------ | -------- | ------ | ------ |
| 2017      | François Fillon | 7,212,995 | 20.01  | 3      |          |        |        |

### Bầu cử lập pháp
| Kỳ bầu cử | Vòng 1    | Vòng 1 | Vòng 2    | Vòng 2 | Số ghế giành được | +/− | Hạng | Chính phủ |
| Kỳ bầu cử | Votes     | %      | Votes     | %      | Số ghế giành được | +/− | Hạng | Chính phủ |
| --------- | --------- | ------ | --------- | ------ | ----------------- | --- | ---- | --------- |
| 2017      | 3,573,427 | 15.77  | 4,040,203 | 22.23  | 112 / 577         | 82  | 2    | Đối lập   |

### Bầu cửNghị viện châu Âu
| Kỳ bầu cử | Số phiếu  | %    | Số ghế giành được | +/− |
| --------- | --------- | ---- | ----------------- | --- |
| 2019      | 1,920,407 | 8.48 | 7 / 79            | 13  |